# Archanara brunnea
Archanara brunnea là một loài bướm đêm trong họ Noctuidae.